# Publi Meni
Publi Meni (en llatí Publius Maenius) va ser tribú amb potestat consolar l'any 400 aC i el 396 aC segons Titus Livi, però el nom és dubtós.
El filòleg Karl Friedrich Siegmund Alschefski, editor de Livi, va llegir P. Manlius per l'anotació del 400 aC i P. Maenius per la del 396 aC. Als Fasti no apareix en cap dels dos anys però es llegeix P. Manlius Vulso el 400 aC i Q. Manlius Vulso el 396 aC. Diodor de Sicília dona noms diferents, i és impossible conciliar totes les propostes. Probablement Livi està equivocat, ja que diu també que tots els tribuns eren patricis quan almenys Meni era plebeu.